# Elusa simplex
Elusa simplex là một loài bướm đêm trong họ Noctuidae.